# ایسیدورو سوتا
ایسیدورو سوتا (انگلیسی: Isidoro Sota؛ ۴ فوریهٔ ۱۹۰۲ – ۸ دسامبر ۱۹۷۶) یک بازیکن فوتبال اهل مکزیک بود.